# Chuku
Chuku (grande spirito), detta anche Chuke o Chiuke , è una divinità degli Ibo della Nigeria orientale. Viene chiamato anche Chineke ("il creatore").

## Nel mito
Si tratta di una divinità suprema e benigna. Creatore del paradiso. Egli inviò un messaggero, un cane, che doveva avvisare gli uomini del rituale necessario per risorgere (prima occorreva deporre a terra il corpo in seguito bastava cospargerlo di cenere) ma per la stanchezza non giunse a destinazione, allora la divinità inviò una pecora ma all'atto del esporre il messaggio fece un errore fondamentale: disse che il cadavere doveva essere bruciato, questa fu la nascita della morte.

## Il culto
Le offerte e sacrifici al dio vengono effettuate negli stessi luoghi comuni a sua figlia Ale (la dea della terra), quindi i luoghi preferiti sono vicino alle case e sotto gli alberi.